# Sangin (huyện)
Sangin là một huyện thuộc tỉnh Helmand, Afghanistan. Dân số thời điểm năm 1999 là 49,636 người.